# Barcita micropis
Barcita micropis là một loài bướm đêm trong họ Noctuidae.